# Coras kisatchie
Coras kisatchie är en spindelart som beskrevs av Muma 1946. Coras kisatchie ingår i släktet Coras och familjen mörkerspindlar. Inga underarter finns listade i Catalogue of Life.